# Geena Rocero
Geena Rocero (Manila, 24 de outubro de 1983) é uma modelo americana nascida nas Filipinas, palestrante do TED e advogada transgênero com sede na cidade de Nova Iorque. Rocero é a fundadora da Gender Proud, uma produtora de mídia que conta histórias da comunidade trans em todo o mundo para elevar a justiça e a igualdade. Rocero falou sobre os direitos de transgêneros na Sede das Nações Unidas, no Fórum Econômico Mundial e na Casa Branca.

## Biografia

### Vida pessoal
Geena Rocero nasceu em Manila, Filipinas, em uma família de classe trabalhadora. Ela começou a competir em concursos de beleza aos 15 anos.
Rocero imigrou para São Francisco, Califórnia, aos 17 anos. Em 2005, Geena Rocero mudou-se para Nova Iorque e tornou-se  cidadã dos EUA, em 2006.

### Carreira

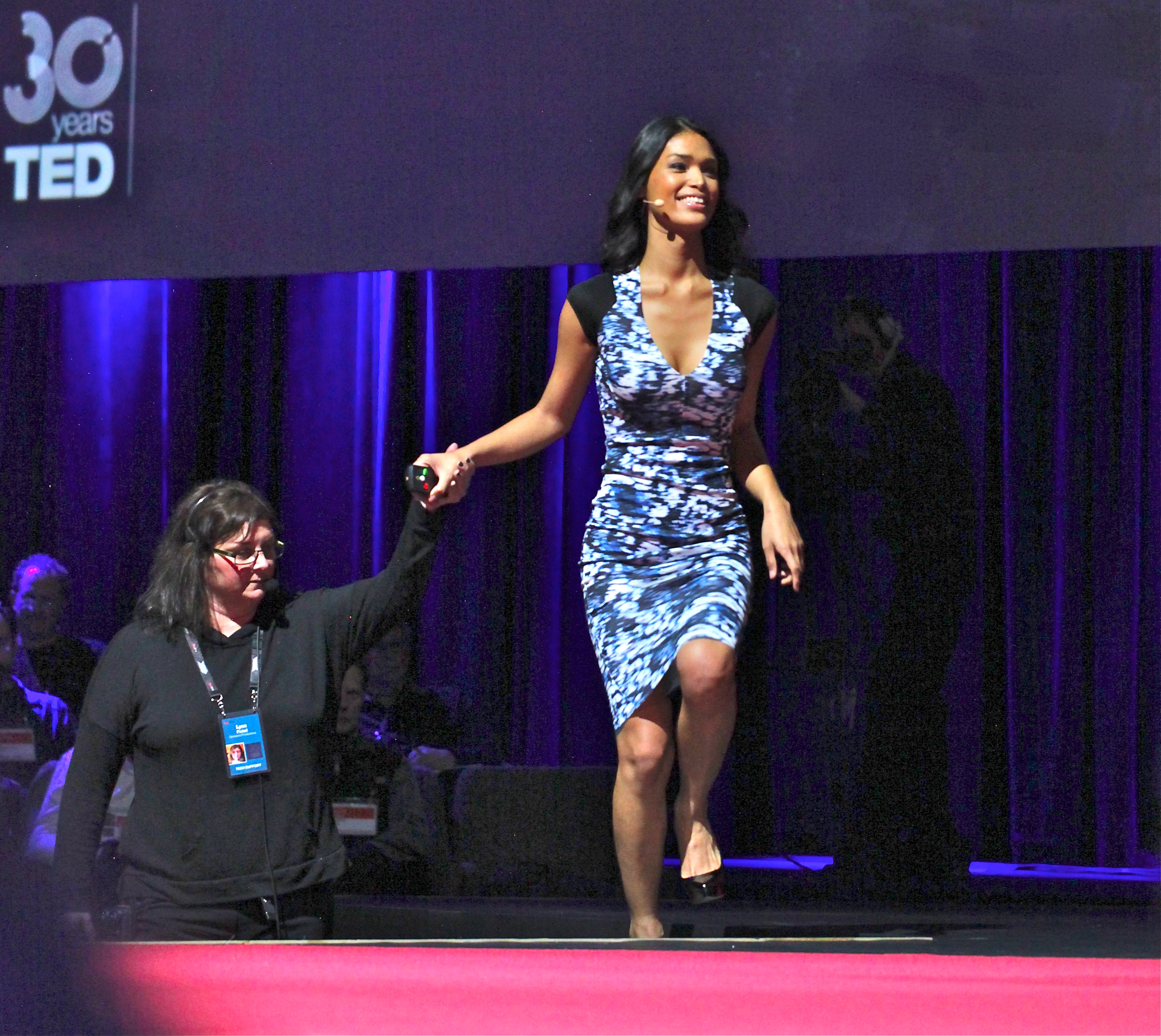
Rocero sobe ao palco em Vancouver para se apresentar como transgênero no Dia Internacional da Visibilidade Transgênero em março de 2014.

Rocero foi descoberta por um fotógrafo de moda em um restaurante no Lower East Side de Manhattan quando ela tinha 21 anos. Ela então foi contratada pela NEXT Model Management e passou 12 anos modelando para editoriais internacionais de maiô e beleza, ganhando uma grande base de fãs.
Em 2014, Rocero foi destaque na capa do quinto aniversário da revista C☆NDY junto com 13 outras mulheres trans: Janet Mock, Carmen Carrera, Laverne Cox, Isis King, Gisele Alicea (Gisele Xtravaganza), Leyna Bloom, Dina Marie, Nina Poon, Juliana Huxtable, Niki M’nray, Pêche Di, Carmen Xtravaganza e Yasmine Petty
Somando-se ao seu currículo em 2015, Rocero se tornou produtora executiva de "Beautiful As I Want To Be", uma série digital da Logo focada em jovens trans. O programa destaca jovens trans e os coloca em parceria com um treinador ou mentor na comunidade trans. No primeiro episódio, Zeam, um jovem homem trans e artista, faz par com Caitlyn Jenner. Jenner no episódio menciona Rocero como "a primeira pessoa trans que conheci". Rocero também participou do programa de Jenner, I Am Cait.
Em 2016, Rocero e Tracey Norman se tornaram as duas primeiras modelos abertamente transgênero a aparecer na capa de uma edição do Harper’s Bazaar. Ela se tornou a Playboy Playmate do mês em agosto de 2019. Ela foi a primeira modelo abertamente transgênero das Ilhas do Pacífico Asiático a posar para a revista Playboy.
Rocero fez sua estreia como diretora na série de documentários em quatro partes de 2021, "Caretakers", destacando os filipino-americanos durante a pandemia de COVID-19.

## Ativismo
Em 2014, a Rocero lançou o Gender Proud, "uma campanha de defesa e conscientização que visa promover os direitos de todos os indivíduos trans". Em 31 de março de 2014, em homenagem ao Dia Internacional da Visibilidade Transgênero, Rocero se apresentou como transgênero durante uma palestra do TED em Vancouver, Canadá. Em 19 de setembro de 2014, trechos da palestra do TED de Rocero foram apresentados no podcast TED Radio Hour da NPR.